# Dolno Belevo
Dolno Belevo (bulgariska: Долно Белево) är ett distrikt i Bulgarien.   Det ligger i kommunen Obsjtina Dimitrovgrad och regionen Chaskovo, i den centrala delen av landet, 210 km öster om huvudstaden Sofia.
Trakten runt Dolno Belevo består till största delen av jordbruksmark. Runt Dolno Belevo är det ganska glesbefolkat, med 31 invånare per kvadratkilometer.